# ایستگاه هرزند
ایستگاه هرزند، روستایی از توابع بخش مرکزی شهرستان مرند در استان آذربایجان شرقی ایران است.

## جمعیت
این روستا در دهستان هرزندات شرقی قرار دارد و براساس سرشماری مرکز آمار ایران در سال ۱۳۸۵، جمعیت آن ۲۴ نفر (۶ خانوار) بوده‌است.